# Кубок Фінляндії з футболу 2014
Кубок Фінляндії з футболу 2014 — 60-й розіграш кубкового футбольного турніру в Фінляндії. Титул здобув ГІК.

## Календар
| Раунд           | Дата                           |
| --------------- | ------------------------------ |
| Перший раунд    | 29 грудня 2013 - 8 лютого 2014 |
| Другий раунд    | 11 січня - 22 лютого 2014      |
| Третій раунд    | 19 лютого - 9 березня 2014     |
| Четвертий раунд | 8-22 березня 2014              |
| П'ятий раунд    | 22 березня - 5 квітня 2014     |
| 1/8 фіналу      | 15/17 квітня 2014              |
| Чвертьфінали    | 30 квітня 2014                 |
| Півфінали       | 16 серпня 2014                 |
| Фінал           | 1 листопада 2014               |

## П'ятий раунд
| Команда 1           | Рахунок         | Команда 2     |
| ------------------- | --------------- | ------------- |
| 22 березня 2014     |                 |               |
| Ільвес (2)          | 0:3             | РоПС          |
| 23 березня 2014     |                 |               |
| Васа ІФК (3)        | 0:2             | Інтер (Турку) |
| 27 березня 2014     |                 |               |
| НЯС (4)             | 0:6             | Лахті         |
| 28 березня 2014     |                 |               |
| ГІФК                | 7:1             | Футура (3)    |
| 29 березня 2014     |                 |               |
| Якобстад (3)        | 1:3             | Гонка         |
| Гямеенлінна (3)     | 3:2 дч          | ТПВ (3)       |
| 30 березня 2014     |                 |               |
| Гранкулла ІФК (3)   | 0:2             | МюПа          |
| 1 квітня 2014       |                 |               |
| ЯПС (3)             | 0:3             | Ювяскюля (2)  |
| 2 квітня 2014       |                 |               |
| Паллосеура Кемі (3) | 1:1 дч пен. 2:4 | ТПС           |
| 3 квітня 2014       |                 |               |
| Атлантіс (3)        | 2:0             | БК-46 (3)     |
| 4 квітня 2014       |                 |               |
| ГІК (Тееле) (7)     | 0:8             | КуПС          |
| 5 квітня 2014       |                 |               |
| СіПС (4)            | 0:5             | Гака (2)      |

## 1/8 фіналу
| Команда 1       | Рахунок | Команда 2                |
| --------------- | ------- | ------------------------ |
| 15 квітня 2014  |         |                          |
| ГІФК            | 0:1 дч  | Сейняйоен Ялкапаллокерго |
| 16 квітня 2014  |         |                          |
| Гонка           | 0:3     | КуПС                     |
| Інтер (Турку)   | 3:0     | МюПа                     |
| Ювяскюля (2)    | 1:0     | ТПС                      |
| Гямеенлінна (3) | 2:4     | Марієгамн                |
| ВПС             | 0:1 дч  | Лахті                    |
| ГІК             | 2:0     | РоПС                     |
| 17 квітня 2014  |         |                          |
| Атлантіс (3)    | 1:4     | Гака (2)                 |

## Чвертьфінали
| Команда 1                | Рахунок | Команда 2     |
| ------------------------ | ------- | ------------- |
| 30 квітня 2014           |         |               |
| Марієгамн                | 2:0     | Ювяскюля (2)  |
| Гака (2)                 | 0:3     | ГІК           |
| Сейняйоен Ялкапаллокерго | 0:1 дч  | Лахті         |
| КуПС                     | 1:2     | Інтер (Турку) |

## Півфінали
| Команда 1      | Рахунок | Команда 2     |
| -------------- | ------- | ------------- |
| 16 серпня 2014 |         |               |
| Лахті          | 1:2 дч  | Інтер (Турку) |
| Марієгамн      | 1:2     | ГІК           |

## Фінал
| 1 листопада 2014 13:00 (CET) |

| ГІК | 0:0 дч   | Інтер (Турку) |
| --- | -------- | ------------- |
|     | Протокол |               |

| «Сонера», Гельсінкі Глядачів: 2 349 Арбітр: Вілле Невалайнен |

|                                            |     | Пенальті                        |  |
| Канджі · Перовуо · Вяюрюнен · Баа · Севедж | 5:3 | Ояла · Аго · Нюман · Гриборович |  |